# Silnice III/28626
Silnice III/28626 prochází obcí Benecko, místními částmi Horní Štěpanice, Štěpanická Lhota a Benecko.

## Vedení silnice
Silnice se odvětvuje doleva od silnice III/28624 v rozcestí Prakovice za mostem ev.č. 28624-3 a pokračuje výrazným stoupáním lesním úsekem kolem ČOV Benecko do místní části Štěpanická Lhota. Po zhruba 600 metrech je umístěna autobusová zastávka U Lomu. Silnice pokračuje řídkou zástavbou kolem hotelů Top, Orion a Stars k areálu bývalého beneckého koupaliště. Zde v levotočicé pravoúhlé zastávce míjí spodní stanici čtyřsedačkové lanové dráhy a sjezdovky Kejnos a kolem autobusové zastávky U Alfonsky a chaty Alfonska pokračuje do série tří navazujících vlásenek v poměrně strmém stoupání. Na jejich konci míjí zprava Rychtrovu boudu a dolní stanici lyžařského areálu HSK a pokračuje levotočivou zatáčkou do centra obce. Míjí Martinovu boudu, hotel Sůva a rekreační centrum Skalka. V centru obce prochází kolem centrálního parkoviště, autobusové zastávky Skalka a víceúčelové budovy Obecního úřadu a dále pokračuje k Hančově boudě. Za ní zatáčí mírně vpravo do výrazného stoupání a poblíž hotelu Bellevue se ve vlásence stáčí do protisměru. Prochází lesním úsekem, intenzivně využívaným i pěšími turisty a cyklisty a protíná parkoviště nad sportovištěm HSK. Míjí hotel Kubát a již v mírném klesání horní stanice vleků HSK a lanovky Kejnos. Kolem hotelů Zlatá vyhlídka a Diana se zanořuje do lesa Bátovka a táhlým úsekem se na křižovatce Křížovky napojuje zpět na silnici III/28624.

## Charakteristika
Celková délka silnice činí 8550 metrů. Celý úsek má výrazné převýšení a především v zimních měsících klade zvýšené nároky na řidičské dovednosti. V zimním období je proto v tomto úseku předepsána pro motorová vozidla zimní výbava. V centru obce platí zákaz stání mimo vyhrazená parkoviště. Ve větrném počasí je zapotřebí zvýšená opatrnost kvůli možnosti pádu stromů do vozovky. Silný vítr vane především v lesem nechráněném úseky při příjezdu k sedlu na Křížovkách. V zimním období se zde intenzivně tvoří sněhové jazyky a závěje. V celé délce silnice je zvýšené riziko střetu se zvěří, a to i v intravilánu obce Benecko.
Téměř celý úsek (až na jeho poslední část od hotelu Diana ke Křížovkám) byl v roce 2018 rekonstruován. Během rekonstrukce došlo k vykácení těsně sousedících stromů, opravě příkopů a propustků a osazení nových svodidel. Opraveno bylo i dopravní značení. Oprava příkopů ručním vydlážděním s sebou přinesla problémy v místech napojení místních komunikací a výjezdů od sousedících nemovitostí, vinou nevhodně určeného svislého úhlu napojení dochází i u vozidel s běžnou světlou výškou ke kolizi spoileru s vozovkou.

## Rekonstrukce 2020
Pro rok 2020 je plánována rozsáhlá rekonstrukce silnice v dosud nezrekonstruovaném úseku od hotelu Diana na Křížovky. Plán rekonstrukce zahrnuje kromě opravy základové a obrusné vrstvy vozovky také doplnění opěrných konstrukcí a bezpečnostních prvků. Šířkové uspořádání bude odpovídat dvouproudé vozovce kategorie S6,5, doplněné v některých místech přídlažbou z kamenné kostky. Cílová šířka jízdního pásu bude 5.5 metru. Rozšíření směrových oblouků bude řešeno s ohledem na místní podmínky, stejně tak jako opravy a doplnění propustků. V rámci rekonstrukce dojde i k prokácení přestárlých stromů v blízkém okolí komunikace. Tato rekonstrukce neproběhla ani v roce 2022, její osud je nejasný.